# .nu
.nu ist die länderspezifische Top-Level-Domain (ccTLD) des Gebietes der Insel Niue. Sie wurde am 20. Juni 1996 eingeführt und wurde der Firma WorldNames, Inc mit Sitz in Medfield (USA) zugeteilt. Für die technische Verwaltung war zunächst die Internet Direct Ltd. in Alofi auf Niue zuständig, die im Januar 2013 durch die schwedische Internet Infrastructure Foundation abgelöst wurde.

## Eigenschaften
Jede natürliche oder juristische Person darf eine .nu-Domain registrieren, ein Wohnsitz oder eine Niederlassung auf Niue sind nicht notwendig. Allerdings verlangt die Vergabestelle von Privatpersonen, dass sie bei der Anmeldung einer Domain ihre Ausweisnummer sowie ihr Geburtsdatum angeben. Unternehmen müssen die Handelsregister- und Umsatzsteuer-Identifikationsnummer nennen. Es können nur alphanumerische Zeichen verwendet werden, internationalisierte Domainnamen sind nicht möglich. Allerdings werden seit 2008 sogenannte Zifferndomains unterstützt, die nur Zahlen und keine Buchstaben beinhalten. Seit 2001 gehört .nu zu den ersten Top-Level-Domains, die das Schiedsgericht der WIPO anerkannt haben.
Um die Kontrolle über ihre ccTLD zurückzuerlangen, reichte die IUSN Foundation, die in Niue weiterhin formal für die Verwaltung der Domain zuständig ist, im Jahre 2018 Klage vor einem Stockholmer Gericht gegen die Internet Infrastructure Foundation ein.